# Brian Cox
Brian Denis Cox (Dundee, 1º giugno 1946) è un attore britannico.

## Biografia
Figlio del macellaio Charles McArdle Campbell Cox e dell'operaia Mary Ann Guillerline, suo padre morì quando aveva 8 anni. Studia presso la London Academy of Music and Dramatic Art, dopo di che lavora assiduamente in teatro e partecipa a molti film tv e serie tv. La grande occasione arriva nel 1986, interpretando Hannibal Lecter nel film Manhunter - Frammenti di un omicidio. Ha vinto per ben due volte, nel 1984 per Il teschio del ratto e nel 1988 per il Tito Andronico di Shakespeare, il Laurence Olivier Award.
Dagli anni novanta a oggi, molte sono state le sue interpretazioni, sia in ruoli minori che di spicco, diventando uno dei caratteristi più ricercati. Partecipa a film come in Il processo di Norimberga dove interpreta il gerarca Hermann Göring, ricevendo un Emmy Awards e una nomination al Golden Globe, L'agenda nascosta, Rob Roy con Liam Neeson, Il collezionista, Rushmore, Il ladro di orchidee, The Ring, La 25ª ora, Troy di Wolfgang Petersen, Braveheart - Cuore impavido di Mel Gibson, Match Point di Woody Allen e Zodiac di David Fincher. Inoltre nel 2003 ha partecipato come doppiatore al videogioco Manhunt nei panni del regista snuff Starkweather e ha partecipato anche ad una puntata di Top Gear come ospite d'onore. Da febbraio 2010 è rettore dell'Università di Dundee.
Nel 2003 interpreta il villain William Stryker nel film X-Men 2. Nel 2016 appare in qualche episodio di Penny Dreadful, interpretando il padre di Ethan Chandler, che è interpretato da Josh Hartnett. nel 2017 interpreta Winston Churchill nell'omonimo film. Il 5 gennaio 2020, vince il suo primo Golden Globe, per l'interpretazione nella serie televisiva Succession.

## Pensiero politico
Cox si è definito un socialista democratico e ha attivamente sostenuto i laburisti nelle elezioni del Parlamento scozzese del 2007. Tuttavia, nel 2011, ha cambiato orientamento politico appoggiando il Partito Nazionale Scozzese, attratto dalla loro politica sull'istruzione superiore. Ha confessato ad Alastair Campbell di essere stato un fervente sostenitore dei laburisti per tutta la vita, ma la guerra in Iraq ha segnato un punto di svolta nel suo sostegno al partito.
Il 25 maggio 2012 Cox ha manifestato il suo supporto all'indipendenza scozzese durante la campagna Yes Scotland, motivato dalla delusione nei confronti del New Labour di Tony Blair e Gordon Brown. Nonostante non avesse i requisiti per votare nel referendum sull'indipendenza scozzese del 2014 a causa della sua residenza negli Stati Uniti, la sua posizione era chiara. Il 29 gennaio 2015 ha annunciato il suo addio al Partito Laburista, criticandolo per non aver mantenuto i suoi principi fondamentali, e si è unito al Partito Nazionale Scozzese, che riteneva rappresentasse meglio i valori della giustizia sociale e gli interessi della Scozia.
Nel gennaio 2020 ha chiesto un secondo referendum sull'indipendenza scozzese, affermando che i laburisti avevano "fallito" in Scozia e che gli scozzesi si stessero muovendo "organicamente" verso la decisione di lasciare il Regno Unito in seguito al referendum sulla Brexit. Ha inoltre dichiarato di preferire un'evoluzione verso il federalismo e il cambiamento costituzionale del Regno Unito rispetto all'indipendenza scozzese.
Nell'ottobre 2022 Cox ha criticato Liz Truss a seguito del "mini-bilancio" conservatore del settembre 2022. Cox ha affermato che il Partito Conservatore non ha "una visione" e che non crede che "sia la persona giusta per questo lavoro". Truss si è dimessa da Primo Ministro lo stesso mese.
Durante il conflitto israelo-palestinese del 2021, Cox ha firmato il suo nome a sostegno della "Lettera contro l'apartheid" scritta da sei artisti palestinesi. Durante il primo mese della guerra Israele-Hamas del 2023, Cox ha firmato un'altra lettera che chiedeva un cessate il fuoco. In seguito ha registrato se stesso mentre leggeva la poesia "Se dovessi morire" di Refaat Alareer, uno scrittore e professore ucciso da un attacco aereo israeliano durante la guerra.
Cox ha confermato in un'intervista al Guardian di essere favorevole all'uso ricreativo della cannabis: "È assolutamente fantastica e la consiglio a tutti: sballatevi!".

## Filmografia

### Cinema
- Nicola e Alessandra (Nicholas and Alexandra), regia di Franklin J. Schaffner (1971)
- Celebrazione (In Celebration), regia di Lindsay Anderson (1975)
- La corona del diavolo (The Devil's Crown), regia di Alan Cooke (1978)
- Manhunter - Frammenti di un omicidio (Manhunter), regia di Michael Mann (1986)
- L'agenda nascosta (Hidden Agenda), regia di Ken Loach (1990)
- Iron Will - Volontà di vincere (Iron Will), regia di Charles Haid (1994)
- Prince of Jutland, regia di Gabriel Axel (1994)
- Rob Roy, regia di Michael Caton-Jones (1995)
- Braveheart - Cuore impavido (Braveheart), regia di Mel Gibson (1995)
- Reazione a catena (Chain Reaction), regia di Andrew Davis (1996)
- Delitti inquietanti (The Glimmer Man), regia di John Gray (1996)
- Spy (The Long Kiss Goodnight), regia di Renny Harlin (1996)
- Il collezionista (Kiss the Girls), regia di Gary Fleder (1997)
- The Boxer, regia di Jim Sheridan (1997)
- Soluzione estrema (Desperate Measures), regia di Barbet Schroeder (1998)
- Rushmore, regia di Wes Anderson (1998)
- The Killer - Ritratto di un assassino (The Minus Man), regia di Hampton Fancher (1999)
- The Corruptor - Indagine a Chinatown (The Corruptor), regia di James Foley (1999)
- Gioco d'amore (For Love of the Game), regia di Sam Raimi (1999)
- Mad About Mambo, regia di John Forte (2000)
- Saltwater, regia di Conor McPherson (2000)
- Sfida per la vittoria (A Shot at Glory), regia di Michael Corrente (2000)
- Super Troopers, regia di Jay Chandrasekhar (2001)
- L.I.E., regia di Michael Cuesta (2001)
- L'intrigo della collana (The Affair of the Necklace), regia di Charles Shyer (2001)
- Un sogno, una vittoria (The Rookie), regia di John Lee Hancock (2002)
- The Bourne Identity, regia di Doug Liman (2002)
- The Ring, regia di Gore Verbinski (2002)
- Il ladro di orchidee (Adaptation), regia di Spike Jonze (2002)
- La 25ª ora (25th Hour), regia di Spike Lee (2002)
- The Reckoning - Percorsi criminali (The Reckoning), regia di Paul McGuigan (2002)
- X-Men 2, regia di Bryan Singer (2003)
- Troy, regia di Wolfgang Petersen (2004)
- The Bourne Supremacy, regia di Paul Greengrass (2004)
- Match Point, regia di Woody Allen (2005)
- Red Eye, regia di Wes Craven (2005)
- The Ringer - L'imbucato (The Ringer), regia di Barry W. Blaustein (2005)
- Correndo con le forbici in mano (Running with Scissors), regia di Ryan Murphy (2006)
- Zodiac, regia di David Fincher (2007)
- The Water Horse - La leggenda degli abissi (The Water Horse: Legend of the Deep), regia di Jay Russell (2007)
- La vendetta di Halloween (Trick 'r Treat), regia di Michael Dougherty (2007)
- Prison Escape (The Escapist), regia di Rupert Wyatt (2008)
- Red, regia di Trygve Allister Diesen e Lucky McKee (2008)
- The Good Heart - Carissimi nemici (The Good Heart), regia di Dagur Kári (2009)
- As Good as Dead, regia di Jonathan Mossek (2010)
- Red, regia di Robert Schwentke (2010)
- Coriolanus, regia di Ralph Fiennes (2011)
- The Key Man, regia di Peter Himmelstein (2011)
- Ironclad, regia di Jonathan English (2011)
- The Veteran, regia di Matthew Hope (2011)
- L'alba del pianeta delle scimmie (Rise of the Planet of the Apes), regia di Rupert Wyatt (2011)
- Candidato a sorpresa (The Campaign), regia di Jay Roach (2012)
- Blood, regia di Nick Murphy (2013)
- Red 2, regia di Dean Parisot (2013)
- Mindscape, regia di Jorge Dorado (2013)
- Believe - Il sogno si avvera (Believe), regia di David Scheinmann (2013)
- The Anomaly, regia di Noel Clarke (2014)
- Pixels, regia di Chris Columbus (2015)
- Il fuoco della giustizia (Forsaken), regia di Jon Cassar (2015)
- Morgan, regia di Luke Scott (2016)
- Autopsy (The Autopsy of Jane Doe), regia di André Øvredal (2016)
- Churchill, regia di Jonathan Teplitzky (2017)
- Super Troopers 2, regia di Jay Chandrasekhar (2018)
- Strange But True, regia di Rowan Athale (2019)
- L'amore è senza età (Remember Me), regia di Martín Rosete (2019)
- Al di là delle apparenze (Last Moment of Clarity), regia di Colin Krisel e James Krisel (2020)
- La baia del silenzio (The Bay of Silence), regia di Paula van der Oest (2020)
- Separazione (Separation), regia di William Brent Bell (2021)
- The Independent - Complotto per la Casa Bianca (The Independent), regia di Amy Rice (2022)
- Little Wing - Il senso di casa (Little Wing), regia di Dean Israelite (2024)
- The Parenting, regia di Craig Johnson (2025)

### Televisione
- Out – miniserie TV, 3 puntate (1978)
- Racconti del brivido (Hammer House of Horror) – serie TV, episodio "Grido silenzioso" (1980)
- Arma segreta (Secret Weapon), regia di Ian Sharp – film TV (1990)
- Marlowe - Omicidio a Poodle Springs (Poodle Springs), regia di Bob Rafelson – film TV (1998)
- Il processo di Norimberga (Nuremberg), regia di Yves Simoneau – miniserie TV (2000)
- Deadwood – serie TV, 9 episodi (2006)
- The Take - Una storia criminale (The Take) – miniserie TV (2009)
- Miss Marple (Agatha Christie's Marple) – serie TV, episodio 4x03 (2009)
- L'affondamento del Laconia (The Sinking of the Laconia), regia di Uwe Janson – miniserie TV (2010)
- Un'avventura nello spazio e nel tempo (An Adventure in Space and Time), regia di Terry McDonough – film TV (2013)
- Shetland – serie TV (2013)
- The Slap – serie TV, 8 episodi (2015)
- Penny Dreadful – serie TV, 2 episodi (2016)
- I Medici (Medici: Masters of Florence) – serie TV, 8 episodi (2016)
- Guerra e pace (War & Peace), regia di Tom Harper (2016)
- Succession – serie TV, 39 episodi (2018-2023)
- 007: Road to a Million – reality game, 8 episodi (2023)

### Doppiatore
- Battaglia per la Terra 3D (Battle For Terra 3D), regia di Aristomenis Tsirbas (2007)
- Fantastic Mr. Fox, regia di Wes Anderson (2009)
- Lei (Her), regia di Spike Jonze (2013)
- Good Omens – miniserie TV, 3 episodi (2019)
- Blade Runner: Black Lotus - serie animata, 5 episodi (2021-2022)
- Aqua Teen Hunger Force – serie animata, 1 episodio (2023)
- Il Signore degli Anelli - La guerra dei Rohirrim (The Lord of the Rings - The War of the Rorrhim), regia di Kenji Kamiyama (2024)
- The Electric State, regia di Anthony e Joe Russo (2025)

## Teatro (parziale)
- Vita di Galileo di Bertolt Brecht, regia di Peter Dews. Birmingham Repertory Theatre di Birmingham (1966)
- Riccardo II di William Shakespeare, regia di Peter Dews. Birmingham Repertory Theatre di Birmingham (1967)
- Come vi piace di William Shakespeare, regia di Peter Dews. Birmingham Repertory Theatre di Birmingham, Vaudeville Theatre di Londra (1967)
- Peer Gynt di Henrik Ibsen, regia di Peter Dews. Birmingham Repertory Theatre di Birmingham, Vaudeville Theatre di Londra (1967)
- Romeo e Giulietta di William Shakespeare, regia di Peter Dews. Birmingham Repertory Theatre di Birmingham (1968)
- Otello di William Shakespeare, regia di Peter Dews. Birmingham Repertory Theatre di Birmingham (1968)
- Pene d'amor perdute di William Shakespeare, regia di David Williams. Nottingham Playhouse di Nottingham (1972)
- Hedda Gabler di Henrik Ibsen, regia di Anthony Page. Royal Court Theatre di Londra (1973)
- Tamerlano il Grande di Christopher Marlowe, regia di Peter Hall. National Theatre di Londra (1976)
- Giulio Cesare di William Shakespeare, regia di John Schlesinger. National Theatre di Londra (1977)
- La morte di Danton di Georg Büchner, regia di Peter Gill. National Theatre di Londra (1982)
- Strano interludio di Eugene O'Neill, regia di Keith Hack. Nederlander Theatre do Broadway (1985)
- Rat in the Skull di Ron Hutchinson, regia di Max Stafford-Clark. Public Theater dell'Off Broadway (1985)
- The Danton Affair di Pam Gems, regia di Ron Daniels. Barbican Centre di Londra (1986)
- La bisbetica domata di William Shakespeare, regia di Jonathan Miller. Royal Shakespeare Theatre di Stratford-upon-Avon (1987)
- Tre sorelle di Anton Čechov, regia di John Barton. Barbican Centre di Londra (1987)
- Tito Andronico di William Shakespeare, regia di Deborah Warner. Swan Theatre di Statford-upon-Avon e Barbican Centre di Londra (1987), Pit di Londra (1988)
- Frankie and Johnny in the Clair de Lune di Terrence McNally, regia di Paul Benedict. Harold Pinter Theatre di Londra (1988)
- Riccardo III di William Shakespeare, regia di Richard Eyre. National Theatre di Londra (1990)
- Re Lear di William Shakespeare, regia di Deborah Warner. National Theatre di Londra (1990)
- Il costruttore Solness di Henrik Ibsen, regia di John Crowley. Royal Lyceum Theatre di Londra (1993)
- The Music Man, libretto e colonna sonora di Meredith Willson, regia di Ian Talbot. Regent's Park Open Air Theatre di Londra (1995)
- St. Nicholas, testo e regia di Conor McPherson. Bush Theatre di Londra (1997), Primary Stages dell'Off Broadway (1998), Matrix Theatre di Los Angeles (1999)
- Art di Yasmina Reza, regia di Matthew Warchus. Royale Theatre di Broadway (1998)
- Dublin Carol di Conor McPherson, regia di Ian Rickson. Old Vic e Royal Court Theatre di Londra (2000)
- Rock 'n' Roll di Tom Stoppard, regia di Trevor Nunn. Royal Court Theatre e Duke of York's Theatre di Londra (2006) e Bernard B. Jacobs Theatre di Broadway (2007)
- That Championship Season,di Jason Miller, regia di Gregory Mosher. Bernard B. Jacobs Theatre di Broadway (2011)
- La chiusa di Conor McPherson, regia di Josie Rourke. Donmar Warehouse (2013) e Wyndham's Theatre di Londra (2014)
- The Great Society di Robert Schenkkan, regia di Bill Rauch. Vivian Beaumont Theatre di Broadway (2019)
- The Score di Oliver Cotton, regia di Trevor Nunn. Theatre Royal di Bath (2023), Haymarket Theatre di Londra (2025)
- Lungo viaggio verso la notte di Eugene O'Neill, regia di Jeremy Herrin. Wyndham's Theatre di Londra (2024)

## Riconoscimenti
- Golden Globe
  - 2001 – Candidatura al miglior attore in una mini-serie o film per la televisione per Il processo di Norimberga
  - 2020 – Miglior attore in una serie drammatica per Succession
  - 2022 – Candidatura al miglior attore in una serie drammatica per Succession
  - 2024 – Candidatura al miglior attore in una serie drammatica per Succession
- Premio Emmy
  - 2001 – Migliore attore non protagonista in una miniserie o film per la televisione per Il processo di Norimberga
  - 2002 – Candidatura al migliore attore ospite in una serie comica o commedia per Frasier
  - 2020 – Candidatura al miglior attore protagonista in una serie drammatica per Succession
  - 2023 – Candidatura al miglior attore protagonista in una serie drammatica per Succession
- Premio Laurence Olivier
  - 1984 – Miglior attore per Rat in the Skull
  - 1988 – Miglior attore per Tito Andronico
- Satellite Award
  - 2002 – Miglior attore per L.I.E.
  - 2008 – Candidatura per il miglior cast in una serie drammatica per Deadwood
  - 2020 – Candidatura per il miglior attore in una serie drammatica per Succession
- Screen Actors Guild Award
  - 2001 – Candidatura per il migliore attore in un film televisivo o miniserie per Il processo di Norimberga
  - 2003 – Candidatura per il miglior cast cinematografico per Il ladro di orchidee
  - 2007 – Candidatura per il miglior cast in una serie drammatica per Deadwood
  - 2022 – Candidatura al miglior attore in una serie drammatica per Succession
  - 2022 – Miglior cast in una serie drammatica per Succession

## Doppiatori italiani
Nelle versioni in italiano delle opere in cui ha recitato, Brian Cox è stato doppiato da:
- Bruno Alessandro in Reazione a catena, Marlowe - Omicidio a Poodle Springs, Super Troopers, The Bourne Identity, The Bourne Supremacy, Coriolanus, L'affondamento del Laconia, Candidato a sorpresa, The Anomaly, Il fuoco della giustizia, I Medici, Super Troopers 2, Strange But True, L'amore è senza età, Mending the Line
- Luciano De Ambrosis in Gioco d'amore, The Ring, Red Eye, Prison Escape, Believe - Il sogno si avvera, The Big C
- Michele Kalamera ne L'agenda nascosta, Il processo di Norimberga, Deadwood, Zodiac, The Water Horse - La leggenda degli abissi
- Dario Penne ne Il ladro di orchidee, The Good Heart - Carissimi nemici, Red (film 2008), Morgan
- Pietro Biondi in Rob Roy, The Boxer, The Corruptor - Indagine a Chinatown
- Angelo Nicotra in The Ringer - L'imbucato, Pixels, The Slap
- Michele Gammino in The Take - Una storia criminale, Blood, Un'avventura nello spazio e nel tempo
- Vittorio Di Prima in L'intrigo della collana, La 25ª ora, Miss Marple - Giochi di prestigio
- Franco Zucca in Red (film 2010), Penny Dreadful, Succession (st. 1-2)
- Alessandro Rossi in Delitti inquietanti, Soluzione estrema
- Sandro Sardone ne Il collezionista, Rushmore
- Paolo Marchese in Kings, Reign
- Paolo Buglioni in L'alba del pianeta delle scimmie, Succession (st. 3)
- Mauro Magliozzi in Al di là delle apparenze, La baia del silenzio
- Gino La Monica in Autopsy, La figlia del prigioniero
- Dario Oppido in Anna, Succession (st. 4)
- Oreste Rizzini in Manhunter - Frammenti di un omicidio
- Norman Mozzato in Braveheart - Cuore impavido
- Sergio Graziani in Spy
- Dario De Grassi in The Killer - Ritratto di un assassino
- Maurizio Scattorin in Mad About Mambo
- Toni Orlandi in Sfida per la vittoria
- Elio Zamuto in Strictly Sinatra
- Emilio Cappuccio in Un sogno, una vittoria
- Goffredo Matassi in Frasier
- Renato Mori in The Reckoning - Percorsi criminali
- Eugenio Marinelli in X-Men 2
- Sandro Iovino in Sin - Peccato mortale
- Adalberto Maria Merli in Troy
- Ugo Pagliai in Match Point
- Manlio De Angelis in Correndo con le forbici in mano
- Bruno Slaviero in Shoot on Sight
- Giovanni Battezzato ne La vendetta di Halloween
- Claudio Sorrentino in As Good as Dead
- Stefano Mondini in Ironclad
- Francesco Pannofino in Red 2
- Diego Reggente in Guerra e Pace
- Danilo Bruni in Churchill
- Edoardo Siravo in Separazione
- Gianni Giuliano in The Independent - Complotto per la Casa Bianca
- Luca Biagini in Little Wing - Il senso di casa

Da doppiatore è sostituito da:
- Edoardo Siravo in Good Omens, Il Signore degli Anelli - La guerra dei Rohirrim, The Electric State
- Paolo Buglioni in I Simpson
- Saverio Moriones in Shakespeare - I capolavori animati
- Michele Kalamera in Battaglia per la Terra 3D
- Domenico Crescentini in Fantastic Mr. Fox
- Toni Orlandi in Doctor Who
- Luciano De Ambrosis in Lei
- Carlo Valli in That Christmas